# Крестов, Павел Витальевич
Па́вел Вита́льевич Кресто́в (род. 18 января 1967 года, пос. Озерпах, Николаевский район, Хабаровский край) — российский учёный-геоботаник, специалист в области ботанической географии, биоклиматологии, биоразнообразия, лесной экологии, член-корреспондент РАН (2016). Директор Ботанического сада-института ДВО РАН (c 2010), заместитель председателя президиума ДВО РАН (с 2022), вице-президент Русского ботанического общества (с 2023). Доктор биологических наук.

## Биография
Родился 18 января 1967 года в пос. Озерпах Николаевского района Хабаровского края.
В 1991 году окончил биолого-почвенный факультет Дальневосточного государственного университета.
С 1991 по 2014 годы работал в Биолого-почвенном институте ДВО РАН. Заведовал лабораторией геоботаники.
С 1997 по 1999 годы — стажировки в Университете Британской Колумбии (пост докторский курс), а с 2005 по 2006 годы — в Токийском аграрном университете.
В 2006 году защитил докторскую диссертацию, тема: «Растительный покров и фитогеографические линии Северной Пацифики».
С 2010 по настоящее время — директор Ботанического сада-института ДВО РАН.
В 2016 году избран членом-корреспондентом РАН.
Главный редактор научного журнала «Botanica Pacifica», член редколлегий журналов «Растительность России: Общероссийский геоботанический журнал», «Forest Ecosystems».
В 2015—2019 годах был вице-президентом Международной ассоциации наук о растительности.Является членом президиума Русского ботанического общества, ординарным членом Международной ассоциации экологии (International association for Ecology (INTECOL)), членом Совета ботанических садов России, Беларуси и Казахстана и Межведомственной рабочей группы по развитию лесного комплекса Дальнего Востока.
Ведёт преподавательскую деятельность в Дальневосточном федеральном университете.
С 2022 года — заместитель председателя президиума Дальневосточного отделения Российской академии наук.
В сентябре 2023 года избран вице-президентом Русского ботанического общества.

## Научная деятельность
Специалист в области геоботаники, ботанической географии, биоклиматологии, биоразнообразия, лесной экологии.
Автор 210 научных работ, в их числе 7 монографий, опубликованных в международных издательствах, 46 статей в журналах, индексируемых в WoS.
Под его руководством защищены 4 кандидатские диссертации.